# Зольман, Макс
Макс Зольман (нем. Max Sollmann; 6 июня 1904, Байройт, Королевство Бавария, Германская империя — 27 мая 1978, Мюнхен, ФРГ) — штандартенфюрер СС, руководитель организации Лебенсборн.

## Биография
Макс Зольман родился 6 июня 1904 года в Байройте. После окончания школы в Мюнхене получил специальное художественное образование, работал на предприятиях прикладного искусства. После окончания Первой мировой войны в 1920 и 1921 году состоял во фрайкоре фон Эппа и в союзе «Оберланд».
В 1921 году вступил в НСДАП (билет № 14528). В ноябре 1923 года принимал участие в Пивном путче, после которого НСДАП была временно запрещена.
С 1929 по 1934 год жил в Колумбии, где являлся собственником нескольких торговых домов. Впоследствии вернулся в Германию.
В 1937 году снова вступил в нацистскую партию (билет № 35362). В том же году в звании унтерштурмфюрера СС был зачислен в ряды СС (№ 282277). В 1940 году ему было присвоено штандартенфюрера СС.
Как «старый борец» Зольман был носителем Золотого партийного значка НСДАП, за участие в Пивном путче был награжден Орденом крови и получил медаль «За выслугу лет в НСДАП» в серебре и бронзе.
После начала Второй мировой войны Зольман стал особым уполномоченным по экономическим вопросам имперского комиссара по вопросам консолидации германского народа рейхсфюрера СС Генриха Гиммлера. 11 апреля 1940 года по распоряжению Гиммлера сменил Гунтрама Пфлаума на посту директора организации Лебенсборн. В апреле 1942 года сменил Грегора Эбнера на посту начальника Управления «L» (Лебенсборн) в личном штабе рейхсфюрера СС. Это управление занималось подготовкой молодых расово чистых матерей и воспитанием младенцев — детей членов СС. Зольман возглавлял организацию Лебенсборн до окончания войны.
В письме от 21 июня 1943 года Гиммлер поручил Зольману посетить Карла Германа Франка в Праге и обсудить с ним судьбу детей казненных чешских бойцов сопротивления. Дети подходящего расового происхождения должны быть отправлены в Лебенсборн и после проверки распределены по немецким семьям в качестве приемных детей. Встреча Франка и Зольмана состоялась 2 июля. В письме Гиммлеру от 7 июля Зольман сообщил, что он организует устройство детей в том случае если они соответствуют расовым критериям и не достигли школьного возраста, в немецкие семьи через Лебенсборн.
После окончания войны Зольман был помещён в лагерь для интернированных и 1 июля 1947 года в качестве обвиняемого предстал перед американским военным трибуналом на Нюрнбергском процессе по делу о расовых преступлениях. Защиту подсудимого представлял адвокат Пауль Ратц и его ассистент Генрих Ренч.
10 марта 1948 года Зольман был приговорён к 2 годам и 8 месяцам заключения за членство в преступной организации (СС), но был оправдан по пунктам обвинения в похищении иностранных детей, конфискации детей восточных рабочих, а также в разграблении общественной и частной собственности в Германии и на оккупированных территориях. Наказание считалось отбытым.
В 1950 году в рамках процедуры денацификации в Мюнхене Зольман был приговорён к 30 дням работ и конфискации части его имущества. Зольман подал на приговор апелляцию, которая не была удовлетворена. Тем не менее наказание в виде специальных работ было признано отбытым, а штраф был снижен до 50 немецких марок.
В последующем Зольман работал заграничным корреспондентом художественного издательства, руководил отделом корреспонденции и рекламы «Dichtl-Spitze», был директором Мюнхенского музея античного искусства, возглавлял правление земельного акционерного общества, руководил бухгалтерской фирмой и занимался развитием одного стекольного завода.
В 1970-е годы Зольман жил в Штайнхёринге.